# Hitoshi Ashinano
Hitoshi Ashinano (芦奈野ひとし Ashinano Hitoshi?), född 25 april 1963 i Yokosuka, Kanagawa prefektur, är en japansk serieskapare. Han är mest känd för sina vardagsrealistiska science fiction-serier för Gekkan Afternoon. inklusiven den långlivade Yokohama kaidashi kikō.

## Biografi
Ashinano inledde sin seriekarriär som assistent till Kōsuke Fujishima.

### Egna serier förGekkan Afternoon
Ashinano är mest känd för mangaserien Yokohama kaidashi kikō (Ykk, 'Yokohama resedagbok'), som han tecknade mellan 1994 och 2006 för Gekkan Afternoon. För den serien vann han Gekkan Afternoons pris för debutverk, liksom 2007 års Seiun-pris för bästa science fiction-manga Serien, ett vardagsrealistiskt verk om den ensamboende androiden Alpha i ett framtida Japan, samlades efter tidningspubliceringen i 14 samlingsvolymer. 1998 och 2002 producerades sammanlagt fyra OVA-avsnitt baserade på serien. I början av 2020-talet inleddes utgivningar av serien på franska, italienska och engelska, efter att serien länge endast varit i stort sett okänd utanför Asien.
1999–2001 tecknade han den kortare serien Position. 2014 inledde han tecknandet av Kotonoba Drive, en fri fortsättning på Position som kretsar kring den unga kvinnan Suu-chan som arbetar deltid på pastarestaurangen "Lamp". Tre år senare avslutades seriepubliceringen i Gekkan Afternoon, och av serien finns fyra samlingsutgåvor.
Mellan 2007 och 2012 tecknade Ashinano serien Kabuki no Isaki. Serien handlar om piloten Isaki och hans liv i en framtida värld som blivit tio gånger större. Han har lånat sin Piper Super Cub från Shiro-san och hennes syster Kajika, och japanskans 'kabu' –(för Cub) har lånats in i serietiteln.

### Övrig verksamhet och stil
Ashinano har även skapat dōjinshi under pseudonymen "suke".
Ashinanos serier innehåller ofta vardagskänsla och nostalgi (det japanska begreppet mono no aware) med mystiska undertoner. Där finns långa passager med lite eller ingen dialog. Många av hans serier utmärks av starka, självständiga kvinnliga seriefigurer.